# Шинода, Лоуренс
Ло́уренс Киёши «Ларри» Шино́да (англ. Lawrence Kiyoshi «Larry» Shinoda; 25 марта 1930 — 13 ноября 1997) — американский автомобильный дизайнер.

## Биография

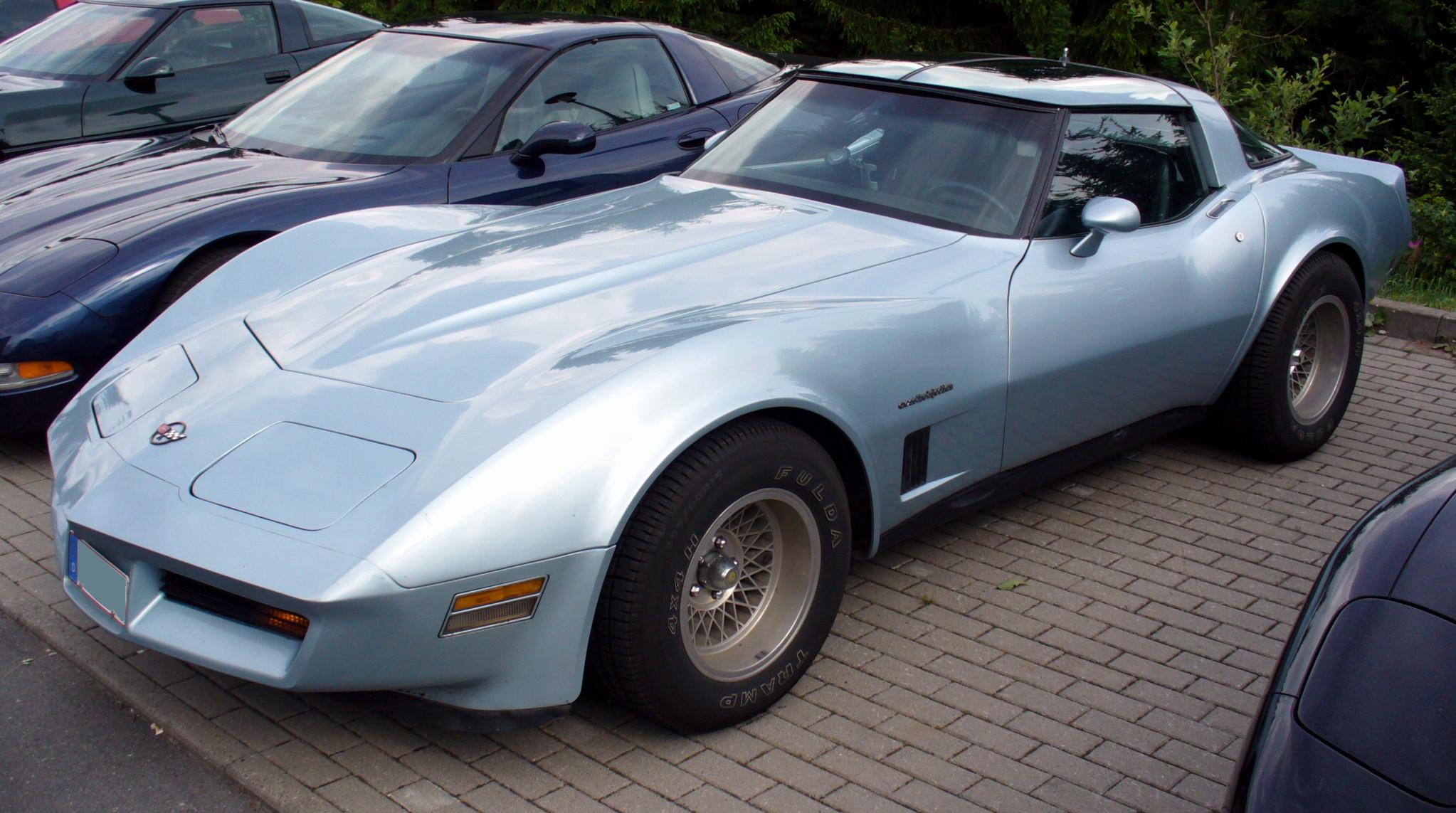
Автомобиль Chevrolet Corvette C3 Coupe

Родился 25 марта 1930 года в Лос-Анджелесе, Калифорния в семье японских эмигрантов.
Учился и вырос там же. В молодости занимался строительством хот-родов и драгстеров. В 1955 году на хот-роде Ford собственного дизайна он выиграл престижный приз Национальной ассоциации хот-роддеров.
В 1956 году оказался в компании General Motors (GM), где вместе с Биллом Митчелом и Зорой Аркус-Дунтовым работал над созданием Chevrolet Corvette. Позже принимал непосредственное участие в создании Corvette Sting Raу и концептуального Mako Shark.
В 1968 году бывший топ-менеджер GM Банки Нудсен стал президентом компании Ford и пригласил талантливого дизайнера к себе на работу. Первым творением Ларри на новом месте стал культовый Mustang 302 Boss.
Позже Шинода открыл собственную дизайн-студию, которая работала с GM, Ford и AMC.
Умер 13 ноября 1997 года в результате сердечного приступа. 
Его дело продолжила дочь Карен, преобразовавшая фирму отца в тюнинговое ателье Shinoda Performance Vehicles.